# Corée du Sud aux Jeux olympiques d'hiver de 1976
La Corée du Sud participe aux Jeux olympiques d'hiver de 1976 à Innsbruck en Autriche du 4 au 15 février 1976. Il s'agit de sa 7e participation à des Jeux olympiques d'hiver. La délégation est composée de trois athlètes concourants dans deux sports. La Corée du Sud fait partie des pays ne remportant pas de médailles durant ces Jeux.

## Patinage artistique
| Athlètes     | Épreuves          | Points court | Points court | Points libre | Points libre | Total  | Total |
| Athlètes     | Épreuves          | Points       | Rang         | Points       | Rang         | Points | Rang  |
| ------------ | ----------------- | ------------ | ------------ | ------------ | ------------ | ------ | ----- |
| Yoon Hyo-Jin | Individuel femmes | 34,80        | 16e          | 88,20        | 19e          | 159,64 | 17e   |

## Patinage de vitesse
| Athlète      | Épreuves      | Finale        | Finale |
| Athlète      | Épreuves      | Temps         | Rang   |
| ------------ | ------------- | ------------- | ------ |
| Lee Young-Ha | 500 m hommes  | 41 s 08       | 22e    |
| Lee Young-Ha | 1000 m hommes | 1 min 22 s 88 | 15e    |
| Lee Young-Ha | 1500 m hommes | 2 min 5 s 25  | 18e    |
| Lee Young-Ha | 5000 m hommes | 7 min 44 s 21 | 11e    |
| Lee Nam-Soon | 500 m femmes  | 46 s 33       | 25e    |
| Lee Nam-Soon | 1000 m femmes | 1 min 35 s 58 | 25e    |
| Lee Nam-Soon | 1500 m femmes | 2 min 26 s 24 | 25e    |
| Lee Nam-Soon | 3000 m femmes | 5 min 8 s 34  | 24e    |